# China (Texas)
China je město v okrese Jefferson County ve státě Texas ve Spojených státech amerických. V roce 2020 zde žilo 1 260 obyvatel a s celkovou rozlohou 3,3 km² byla hustota zalidnění 377,1 obyvatel na km².